# أروك (غناباد)
أروك (بالفارسية: اروک) هي قرية تقع في قسم بسكلوت الريفي (مقاطعة غناباد) في إيران. يقدر عدد سكانها بـ 123 نسمة بحسب إحصاء 2016.